# Juan Moreno de Tejada

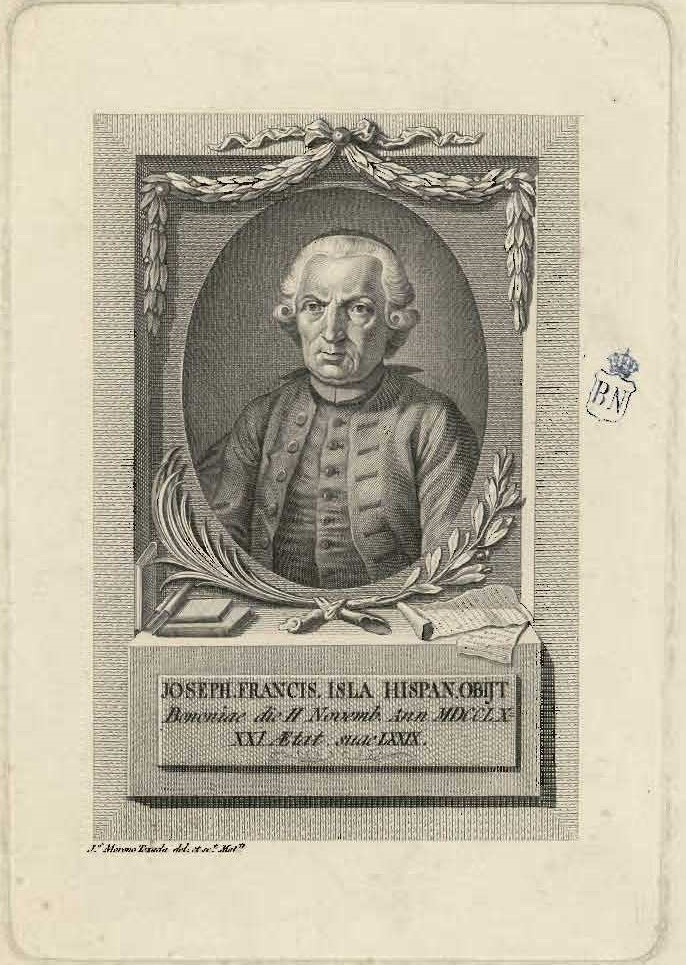
Retrato de José Francisco de Isla, dibujado y grabado al aguafuerte y buril por Juan Moreno de Tejada, Biblioteca Nacional de España.

Juan Moreno de Tejada (Carrión de los Condes, 1739-Madrid, 1805) fue un grabador y poeta español que llegó a ser académico de mérito de la Real Academia de Bellas Artes de San Fernando (1794) y de la Academia de San Carlos de México y grabador de cámara de Carlos IV (1801). 
Compuso Excelencias del pincel y del buril (1804), un poema didáctico que sigue las doctrinas estéticas de Esteban de Arteaga que, a juicio de Marcelino Menéndez Pelayo, es bastante mejor que otro similar compuesto por el murciano Diego Rejón de Silva. Como Arteaga, habla de la "belleza ideal", reduciéndola a una "extracción de formas elegibles". El último canto, versa sobre la pintura monocromática, o más bien sobre el grabado, arte en que Moreno de Tejada sobresalía.

## Obra gráfica
Moreno de Tejada grabó retratos y estampas sueltas de devoción y participó en muchas de las empresas colectivas promovidas por la Imprenta Real y la Calcografía Nacional conforme al espíritu ilustrado, como las ediciones del Quijote de 1782 y 1790.
- Retrato de José Francisco de Isla, aguafuerte y buril en Compendio de la Historia de España.
- Trote Corto,[3] calcografía.
- Retrato de San José de Calasanz[4]
- Retrato de Pedro Francisco Lujan Silva y Gongora[4]
- Retrato de Francisco Cascales[4]
- Emblema de la Maestranza de Caballería de Sevilla, según diseño de Luis Paret y Alcázar (1794; un ejemplar, en la Real Academia de San Fernando de Madrid)
- Nuestra Señora de la Antigua, según diseño de Paret (un ejemplar, en el Museo del Prado de Madrid )

## Obras literarias
- Excelencias del pincel y del buril (1804).[5] Reeditado en 2011, con ISBN 1246613395.